# Pabellón de Aragón en la Expo 2008
El pabellón de Aragón es uno de los edificios principales de la Expo 2008 que se desarrolló en Zaragoza desde el 14 de junio hasta el 14 de septiembre de 2008. 
El diseño y construcción del edificio lo levó a cabo el estudio de arquitectura Olano y Mendo Arquitectos, actualmente "Ingennus". La dirección de obra corrió a cargo de los arquitectos técnicos Alberto Ara y Clemente Orgilles. Se proyectó en 21,7 millones de euros y finalmente costó 29,6 millones.
El pabellón tiene la forma de una cesta de mimbre suspendida por tres pilares dejando liberado un espacio inferior que se utilizó como plaza durante el desarrollo del evento. La fachada está compuesta por láminas de vidrio y de micro-hormigón que le confieren una singular apariencia y lo dotan de luminosidad interior. La iluminación está garantizada además por seis lucernarios superiores. La planta tiene unas medidas de 50x50 con pequeñas diferencias por planta en virtud de su forma exterior. El pabellón cuenta con 3.000 metros cuadrados de superficie expositiva además de salas menores, dependencias administrativas, una cafetería y una gran terraza desde la que se podrá comtemplar Zaragoza y el recinto de la Expo. 
Durante el evento internacional el pabellón explicaba la evolución que ha tenido la relación histórica del agua con Aragón. Los contrastes de un territorio desértico o verde, la música y el modernizado baile tradicional quedaron reflejados en la exposición. Tras finalizar la Expo, está previsto que el pabellón se acondicione como sede de una Consejería del Gobierno de Aragón. Actualmente no se conoce nada más sobre el futuro del edificio.

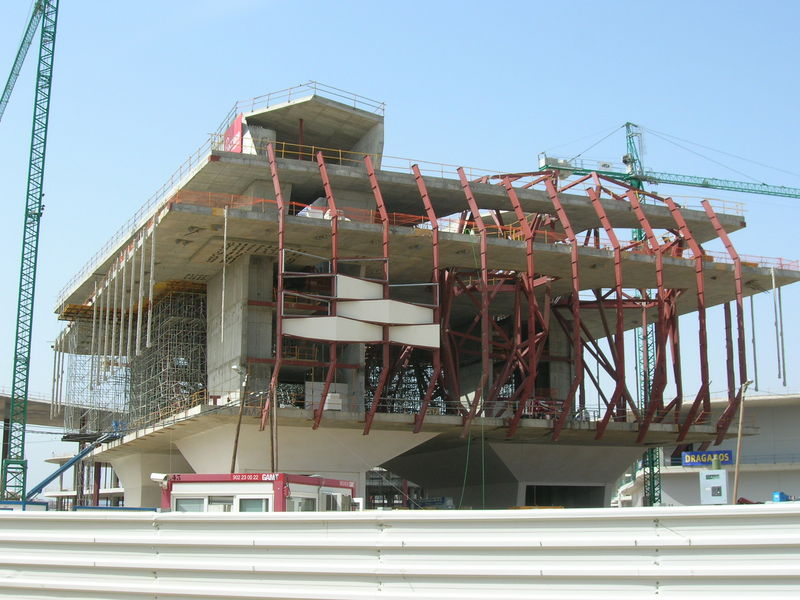
El pabellón en obras
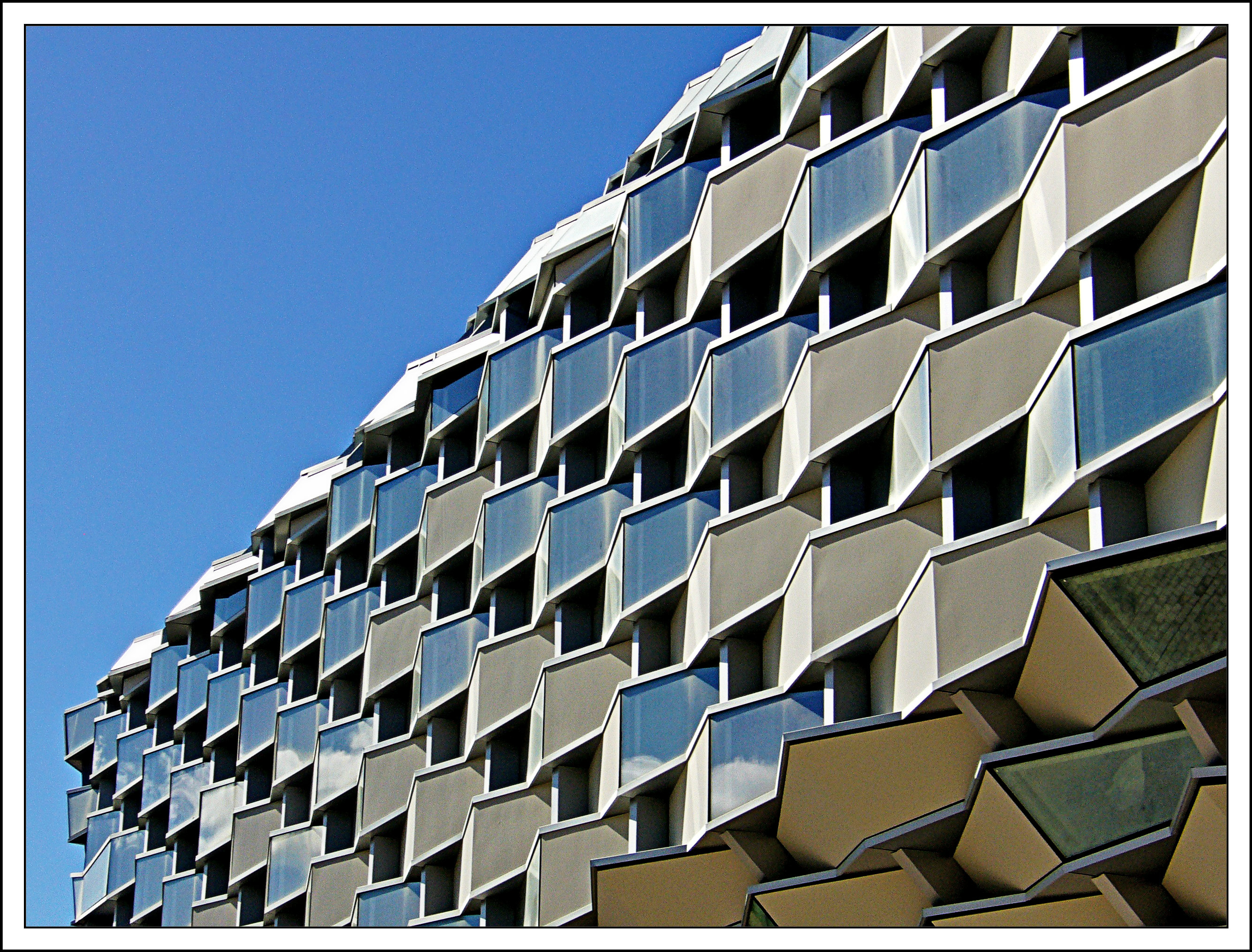
Detalle de la fachada
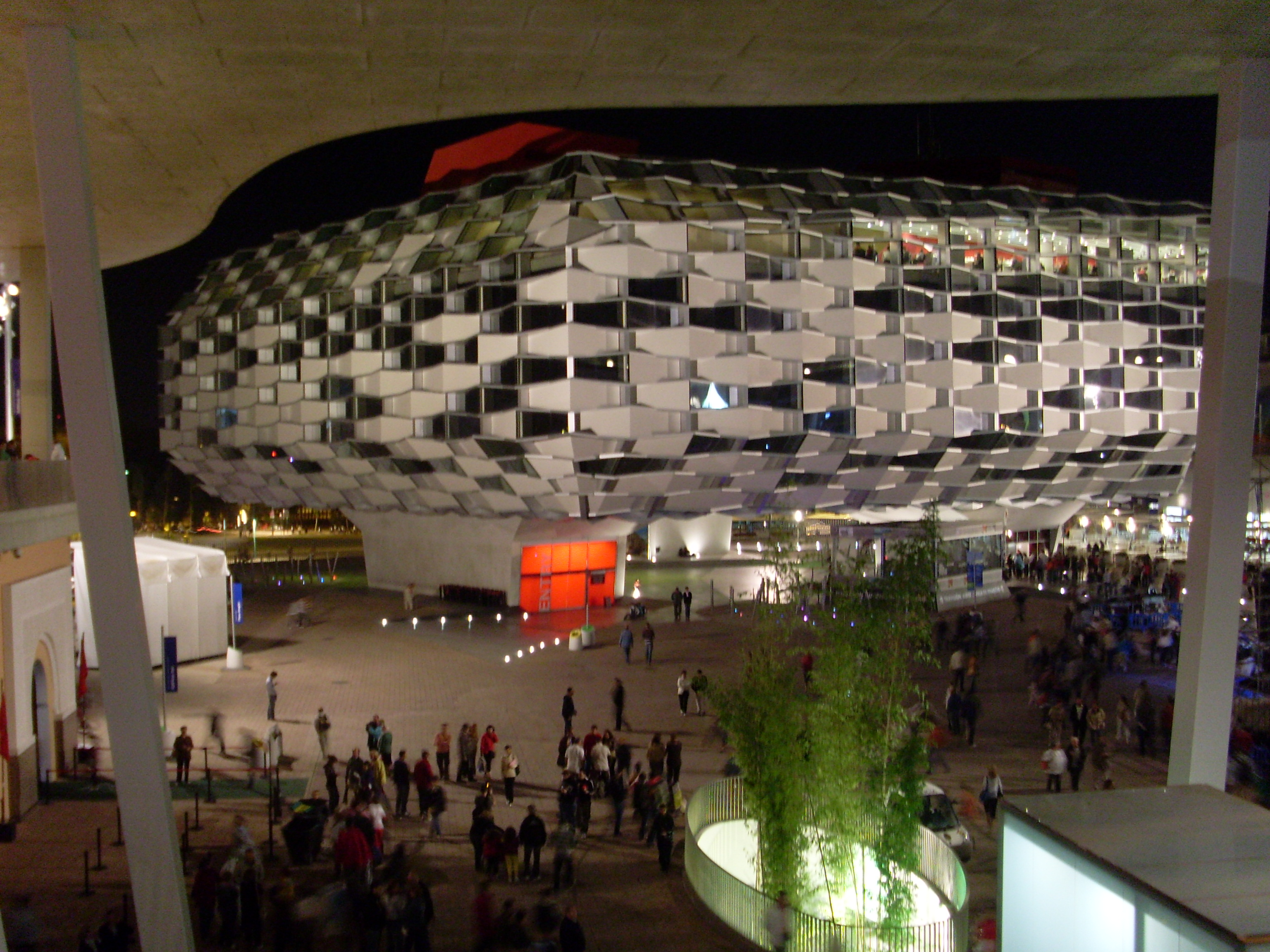
Vista de noche
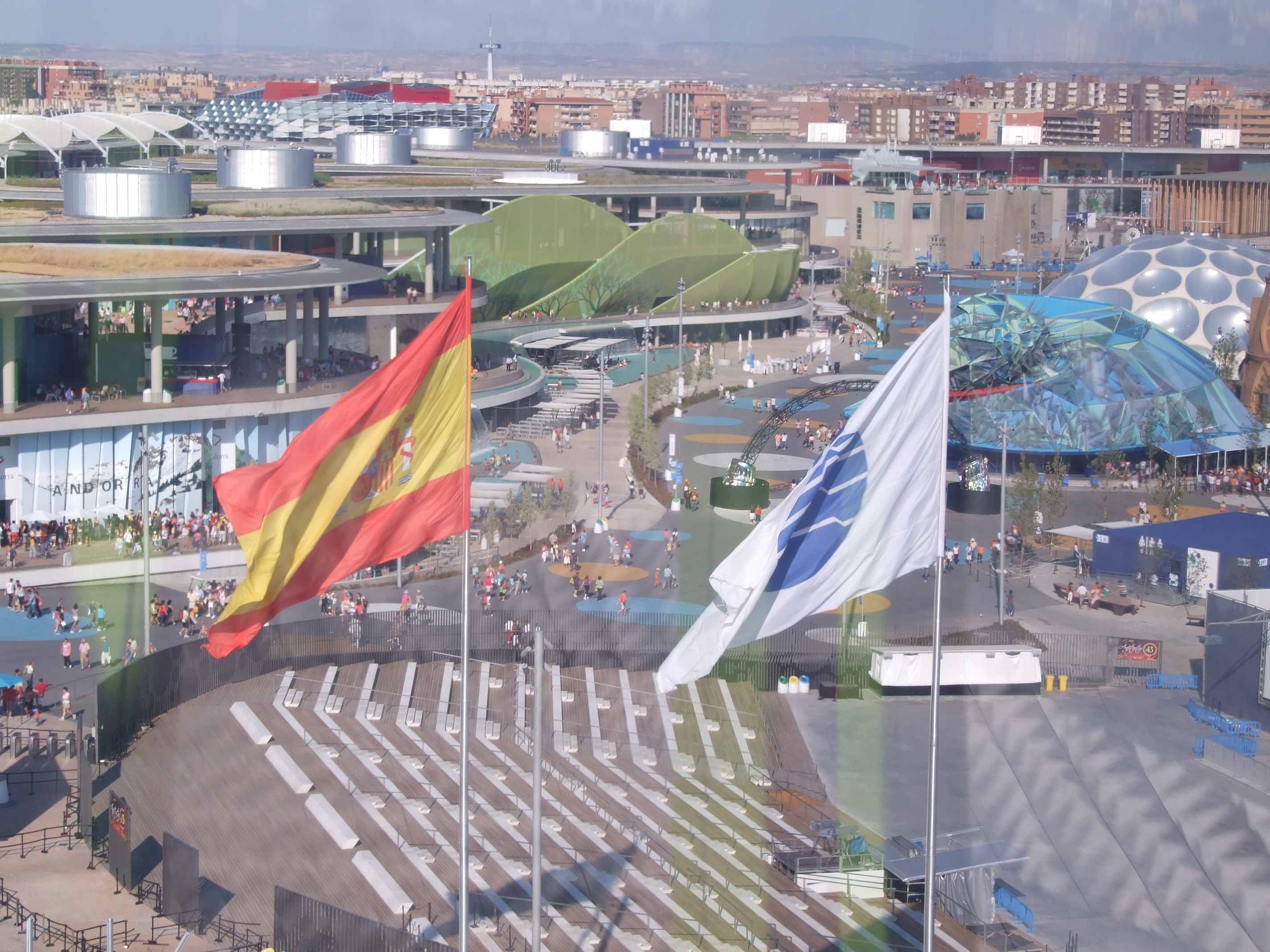
Vista del recinto Expo con el pabellón al fondo